# Magdalena Apasco
Magdalena Apasco è un comune del Messico, situato nello stato di Oaxaca.